# Clara Torres Latorre
Clara Torres Latorre (Alginet, 1997) es una matemática española.Posee 16 títulos internacionales de los cuales diez son medallas de oro. Este progreso la ha convertido en la estudiante valenciana que ha obtenido los mejores resultados de la historia en competiciones matemáticas universitarias.

## Trayectoria
Torres estudió el Grado en Matemáticas e Ingeniería Física en el CFIS de la Universidad Politécnica de Cataluña como parte del proyecto Estalmat. En 2014, alcanzó las tres medallas de oro en las olimpiadas científicas de bachillerato (matemáticas, física y química). Ese año, recibió un homenaje en el Palacio de la Generalitat Valenciana. Sir Harold Walter Kroto, Premio Nobel de Química, fue de forma expresa al Palacio de la Generalitat para conocer a Torres y sus compañeros.
Durante dos años seguidos, en el año 2013 y 2014, Torres ganó la medalla de oro en la Mediterranean Mathematics Competition. También obtuvo el oro en 2013, en Bolivia, en la olimpiada Iberoamericana de Química (el mayor éxito en esta disciplina obtenida por cualquier estudiante español). Luego sumó cuatro oros más en su palmarés en matemáticas: en 2014, en Bucarest, obtuvo el oro en la International Mathematical Arhimede Constest; en 2015, en Puerto Rico, logró oro absoluto a la Olimpiada Iberoamericana de Matemáticas, en la que lideró al equipo español que quedó en tercer lugar. Ese mismo año, en Bulgaria y en la International Mathematics Competition for University Students, logró otro oro. En 2016 revalidó este mismo premio y en una competición en Oporto ganó un oro en programación rápida.
En 2014, después de clasificarse en las dos primeras posiciones durante cuatro años en la Prueba Cangur, Torres Latorre recibió el Pin de Plata, máximo galardón que otorga la Sociedad Catalana de Matemáticas a los competidores matemáticos que han conseguido los cuatro años obtener premio. Y en 2016, durante la XXX Olimpiada Iberoamericana de Matemáticas, logró también otra medalla de oro.
Años más tarde, con su plena identidad de género sentida como Clara, en junio de 2024 Torres Latorre obtuvo su doctorado en Matemáticas sobre la teoría de la regularidad en obstáculos de la desigualdad de Harnack, por la Universidad de Barcelona.